# Mia Wasikowska
Mia Wasikowska (/ˌvɑːʃiˈkɒfskə/ VAH-shee-KOF-skə; poloneză: [vaɕiˈkɔfska]; n. 14 octombrie 1989, Canberra, Australian Capital Territory, Australia) este o actriță australiană. Și-a făcut debutul în televiziune în serialul All Saints în anul 2004, urmat de debutul într-un film de lung metraj, Suburban Mayhem, în 2006. Este cunoscută pentru rolul lui Alice din filmul Alice în țara Minunilor

## Viața timpurie
Wasikowska s-a născut și a crescut în Canberra, Australia. Ea a urmat cursurile Liceului Karabar, situat într-un mic oraș numit Queanbeyan, în apropiere de Canberra. Are o soră mai mare, Jess, și un frate mai mic, Kai. Mama ei, Marzena Wasikowska, este poloneză, fotograf, în timp ce tatăl ei, John Reid, este un fotograf australian. În 1998, la vârsta de opt ani, Wasikowska și familia ei s-a mutat la Szczecin, Polonia, pentru un an, după ce mama ei a primit o bursă pentru a produce o colecție, întorcându-se în Australia în anul 2001, la vârsta de unsprezece ani. Wasikowska și frații ei au fost subiecții colecției.

## Legături externe
- Mia Wasikowska la Internet Movie Database
- Mia Wasikowska pe AllRovi